# Alfredo González Tahuilán
Alfredo González Tahuilán (10 de abril de 1980 México D. F.) es un futbolista mexicano. Juega de defensa. Actualmente juega en el J.A.P. Premier FC.

## Biografía
Formado en las fuerzas inferiores del Club América.
Hizo su debut profesional un 15 de agosto de 1999 frente al equipo desaparecido Toros Neza con un marcador de 2-0 a favor del América.
Tahuilan ha estado ya en varios equipos de la primera división del fútbol mexicano, como son: América, San Luis, Tigres, Atlas Y Xoloitzcuintles de Tijuana. Su principal virtud es el juego aéreo.

## Clubes
| Club                 | País   | Año         | Partidos | Goles |
| -------------------- | ------ | ----------- | -------- | ----- |
| Club América         | México | 1999-2005   | 33       | 0     |
| San Luis Fútbol Club | México | 2005-2009   | 131      | 9     |
| Tigres de la UANL    | México | 2009-2010   | 39       | 1     |
| Atlas                | México | 2010 - 2011 | 10       | 0     |
| Club Tijuana         | México | 2012 - 2013 | 25       | 3     |
| Atlético San Luis    | México | 2014 - 2015 | 25       | 0     |

## Palmarés

### Campeonatos nacionales
| Título                     | Club    | País   | Año  |
| -------------------------- | ------- | ------ | ---- |
| Primera División de México | América | México | 2002 |
| Primera División de México | América | México | 2005 |

### Copas internacionales
| Título           | Club    | País   | Año  |
| ---------------- | ------- | ------ | ---- |
| Copa de Gigantes | América | México | 2001 |